# Cipriano Segundo Montesino y Estrada
Cipriano Segundo Montesino y Estrada (Valencia de Alcántara, 26 de setembre de 1817 -Madrid, 27 d'agost de 1901) va ser un enginyer i polític espanyol. Membre de la Reial Acadèmia de Ciències Exactes, Físiques i Naturals —de la qual fou vicepresident durant molts anys, més tard president i senador per designació de la mateixa—, va arribar a ser vicepresident del senat.

## Biografia
La seva mare era Eladia Fernández Espartero y Blanco, segona duquessa de la Victòria. El seu pare Pablo Montesino Caceres, era un metge liberal, diputat a les Corts de Cadis i exiliat a Anglaterra en 1823. En 1837 es va graduar com a enginyer civil per l'Escola d'Arts i Manufactures de París (École Centrale de Paris) i abans havia estat catedràtic de Mecànica i Física en el Conservatori d'Arts. De 1872 a 1873 fou senador per Càceres i de 1881 fins a la seva mort fou senador per l'Acadèmia de Ciències. També fou president de la Companyia dels Ferrocarrils de Madrid a Saragossa i a Alacant.
A més va ser membre de diverses societats científiques nacionals i estrangeres i director general d'Obres Públiques. Va ser condecorat amb la Gran Creu de Carles III. A més va ser autor d'obres i publicacions importants. En 1847 fou acadèmic fundador de la Reial Acadèmia de Ciències Exactes, Físiques i Naturals, que va presidir des de 1881 fins a la seva mort.
Va ser membre per part d'Espanya de la Comissió Internacional del Canal de Suez.

## Obres
- Memoria sobre el estado de las obras públicas en España en 1856. Madrid, Imp. Nacional, 1856.
- Rompimiento del istmo de Suez, Madrid, Imp. Nacional, 1857.
- Construcción de máquinas, 2 vols., Madrid, 1854.